# Stadio Rogelio Livieres
Lo stadio Rogelio Livieres è un impianto sportivo di Asunción, capitale del Paraguay. Ospita le partite interne del Club Guaraní ed ha una capienza di 5.380 spettatori.
È situato nel barrio di Pinozá ed è intitolato alla memoria di uno dei più celebri presidenti del club giallonero.

## Storia
La prima partita disputata nello stadio fu un incontro di campionato tra il Guaraní ed la Compañia Americana de Luz y Tracción il 22 maggio 1931. L'impianto fu inaugurato ufficialmente il 14 maggio dell'anno seguente.